# Gloster (Mississippi)
Gloster is een plaats (town) in de Amerikaanse staat Mississippi, en valt bestuurlijk gezien onder Amite County.
De plaats ligt aan de spoorweg tussen Baton Rouge en Vicksburg.

## Demografie
Bij de volkstelling in 2000 werd het aantal inwoners vastgesteld op 1073.
In 2006 is het aantal inwoners door het United States Census Bureau geschat op 1056, een daling van 17 (-1,6%).

## Geografie
Volgens het United States Census Bureau beslaat de plaats een oppervlakte van 4,7 km², geheel bestaande uit land. Gloster ligt op ongeveer 127 m boven zeeniveau.

## Plaatsen in de nabije omgeving
De onderstaande figuur toont nabijgelegen plaatsen in een straal van 32 km rond Gloster.